# Telethusia ovalis
Telethusia ovalis är en fjärilsart som beskrevs av Alpheus Spring Packard 1874. Telethusia ovalis ingår i släktet Telethusia och familjen mott. Inga underarter finns listade i Catalogue of Life.